# Beginen und Celliten in Halberstadt
Beginen und Celliten hatten mehrere Konvente und Häuser in Halberstadt vom 14. bis zum 19. Jahrhundert.

## Allgemeines
Es sind einige Angaben über Beginen, Celliten und (frei)willige Arme in Halberstadt erhalten. Diese waren gleichartige Konvente von Schwestern oder Brüdern, die sich vor allem der Krankenpflege und Armenfürsorge widmeten. Im 16. Jahrhundert wurden einige wahrscheinlich aufgelöst.
Im 18. Jahrhundert gab es das Kloster der willigen Armen und das Beginenhaus in der Beginenstraße sowie das Trillkloster in der Trüllgasse.
Die Gebäude wurden 1944/45 zerstört.

## Beginen
Von 1302 ist ein großer Konvent von Beginen beim Dominikanerkloster. erwähnt. Das bedeutet, dass es auch noch einen kleinen Konvent gegeben haben muss, wie in einigen anderen Städten auch (z. B. Greifswald). 1306 gab es eine Begine Zacharia, die eigenen Besitz an eine Kirche gab.
Zwischen 1350 und 1400 wurden Beginen bei St. Petri erwähnt, die Zinsen (Steuern) an die Stadt Halberstadt bezahlen mussten, weitere Konvente wurden in dieser umfassenden Liste von städtischen Zinspflichtigen nicht genannt.
1784 gab es ein Beginenhaus in der Beginenstraße, das ein Armenhaus war. Dieses wurde auch als blaues Beginenhaus bezeichnet, im Unterschied zu den schwarzen Beginen im Kloster der willigen Armen.

## Kloster der willigen Armen
1455 wurden der (Beginen-)Konvent ad Sanctam Ursulam (St. Ursula) genannt, der nach der Augustinerregel lebte (formal wahrscheinlich als Augustiner-Terziarinnen oder Augustinerinnen). Dessen Vorsteher waren der Prälat des (Augustiner-)Chorherrenstiftes. und der Pfarrer von St. Martin. 1485 hießen diese Schwestern  (sorores) der willigen Armen. 1489 wurde ihnen der Bau einer (neuen?) Kapelle gestattet.
Um 1526 wurde der Konvent wahrscheinlich formal aufgelöst, es ist unsicher, ob dort danach weiter Schwestern unter veränderten Bedingungen lebten. Um 1602 waren die Gebäude in einem baulich schlechten Zustand.
1714 wurde ein neues Haus gebaut. 1754 lebten die Schwestern im Kloster der willigen Armen unter ärmlichen Bedingungen. (Sie wurden manchmal auch missverständlich Ursuliner genannt, gehörten aber nicht zum Ursulinenorden.)
1810 wurden sie wie die anderen Klöster in Halberstadt aufgelöst. Danach wurde das Gebäude von einer Freimaurerloge genutzt. 1944/45 wurde es weitestgehend zerstört und danach abgetragen.

## Trillkloster
1420 wurde ein Hof von Trullbrudern in der Nähe der Vogtei erwähnt.
1485 hatten Lollarden oder Celliten dort ein Haus.
Im 18. Jahrhundert war das Trillkloster ein Armenhaus. Dieses verfügte 1810 bei seiner zeitweisen Auflösung über Besitz und eine gut ausgestattete Kapelle.
1816 wurde es an Aron Meyer verkauft, der die Kapelle abreißen wollte.
1860 und 1875 war das Trillkloster das Armenhaus in Halberstadt, das die höchste staatliche finanzielle Unterstützung erhielt.
1902 erfüllte es diese Funktion wahrscheinlich nicht mehr.